# 38 Dywizja Piechoty (Imperium Rosyjskie)
38 Dywizja Piechoty (ros. 38-я пех. дивизия) – dywizja piechoty Imperium Rosyjskiego, w tym okresu działań zbrojnych I wojny światowej.

## Charakterystyka
Wchodziła w skład 19 Korpusu Armijnego, a jej sztab w 1914 mieścił się w Brześciu Litewskim. W tym czasie dywizja etatowo posiadała cztery pułki po cztery bataliony oraz brygadę artylerii polowej z 6 bateriami po 8 dział. Doświadczenie zdobyte podczas walk na frontach I wojny światowej  skutkowało zmianami organizacyjnymi. Zimą z 1916 na 1917 rozpoczęto reorganizację dywizji piechoty. Zredukowano liczbę batalionów z 16 do 12 i zmniejszono liczbę dział polowych na mniej aktywnych odcinkach frontu.

## Struktura organizacyjna
Organizacja w 1914
- 1 Brygada Piechoty (Brześć)
  - 149 Czarnomorski pułk piechoty (Brześć)
  - 150 Tamański pułk piechoty (Kobryń)
- 2 Brygada Piechoty (Brześć)
  - 151 Piatigorski pułk piechoty (Bereza Kartuska)
  - 152 Władykaukaski pułk piechoty (Brześć)
- 38 Brygada Artylerii